# 부산광역시의 문화재자료 (제101호 ~ 제200호)
부산광역시의 문화재자료는 문화재자료 중에서 부산광역시 내에 있는 문화재를 의미한다.

## 지정 목록

### 제101호 ~ 제200호
| 번호  | 사진 | 명칭                                                               | 소재지                                       | 관리자 (단체)     | 지정일                                          | 참조 |
| 101호 |      | 범어사 현감당 묘전대사 진영 (梵魚寺 玄鑑堂 妙全大師 眞影)          | 부산 금정구 범어사로 250 범어사              | 범어사 성보박물관 | 2018년 1월 31일 지정, 2018년 2월 21일 번호 정정 | , ,  |
| 102호 |      | 범어사 석조 (梵魚寺 石槽)                                          | 부산 금정구 범어사로 250 범어사              | 범어사 성보박물관 | 2018년 5월 23일 지정                            |      |
| 103호 |      | 연등사 석조지장보살좌상 (燃燈寺 石造地藏菩薩坐像)                  | 부산 동구 좌천동로 17-3 (좌천동 839) 연등사  | 연등사            | 2018년 5월 23일 지정                            | ,    |
| 104호 |      | 범어사 나한전 석가모니불회도 (梵魚寺 羅漢殿 釋迦牟尼佛會圖)        | 부산 금정구 범어사로 250                     | 범어사            | 2018년 10월 3일 지정                            | ,    |
| 105호 |      | 범어사 나한전 십육나한도 (梵魚寺 羅漢殿 十六羅漢圖)                | 부산 금정구 범어사로 250                     | 범어사            | 2018년 10월 3일 지정                            | ,    |
| 106호 |      | 범어사 팔상전 석가모니불회도 (梵魚寺 八相殿 釋迦牟尼佛會圖)        | 부산 금정구 범어사로 250                     | 범어사            | 2018년 10월 3일 지정                            | ,    |
| 107호 |      | 미륵사 불설대보부모은중경 (彌勒寺 佛說大報父母㤙重經)              | 부산 북구 백양대로 1016번길 71 미륵사        | 박성경            | 2019년 2월 13일 지정                            | ,    |
| 108호 |      | 조행일록 (漕行日錄)                                                | 부산 영도구 해양로 301번길 45 국립해양박물관 | 해양수산부        | 2019년 2월 13일 지정                            | ,    |
| 109호 |      | 죽천이공행적록 (竹泉李公行蹟錄)                                    | 부산 영도구 해양로 301번길 45 국립해양박물관 | 국립해양박물관    | 2019년 2월 13일 지정                            | ,    |
| 110호 |      | 청량사 예념미타도량참법 권6～10 (淸凉寺 禮念彌陁道塲懺法 卷六～十) | 부산 기장군 철마면 임밖길 12 청량사          | 허은미            | 2019년 4월 10일 지정                            | ,    |
| 111호 |      | 고불사 권수정혜결사문 (古佛寺 勸修定慧結社文)                      | 부산 기장군 철마면 고촌로 28번길 77 고불사   | 고불사            | 2019년 5월 29일 지정                            | ,    |
| 112호 |      | 회명사 묘법연화경 권1 (晦明寺 妙法蓮華經 券一)                     | 부산 금정구 금샘로17번 안길 41               | 회명사            | 2019년 10월 16일 지정                           | ,    |
| 113호 |      | 박주부 초상 (朴主簿 肖像)                                          | 부산 영도구 해양로 301번길 45                | 국립해양박물관    | 2020년 1월 29일 지정                            | ,    |